# Sclerocyphon fuscus
Sclerocyphon fuscus là một loài bọ cánh cứng trong họ Psephenidae. Loài này được Bertrand & Watts miêu tả khoa học đầu tiên năm 1965.